# 412 (số)
412 (bốn trăm mười hai) là một số tự nhiên ngay sau 411 và ngay trước 413.